# Marchand d'allumettes
Marchand d'allumettes est un ancien métier consistant à vendre dans la rue des allumettes.

## Dans la culture
- La Petite Fille aux allumettes est un conte de Hans Christian Andersen mettant en scène une marchande d'allumettes.
- Un marchand d'allumettes est le sujet d'un tableau d'Otto Dix daté de 1920.
- La Petite Marchande d'allumettes est un film de Jean Renoir sorti en 1928.